# Crytek
Die Crytek GmbH ist ein deutscher Spieleentwickler, der im Jahr 1999 von den Brüdern Cevat Yerli, Avni Yerli und Faruk Yerli in Coburg gegründet wurde. Im April 2006 wurde der Hauptsitz nach Frankfurt am Main verlegt. Das Unternehmen beschäftigt etwa 321 Mitarbeiter. Crytek ist eines der größten deutschen Unternehmen der Computerspiel-Branche.
Das Studio ist besonders für seine CryEngine bekannt, die von Entwicklern auf der ganzen Welt lizenziert wird. Die erfolgreichsten Spiele des Unternehmens sind das Erstlingswerk Far Cry und die Crysis-Reihe.

## Geschichte
Crytek wurde 1997 von den drei Brüdern Faruk, Avni und Cevat Yerli in Coburg gegründet, jedoch erst 1999 offiziell als Unternehmen registriert. Die drei Brüder, die anfangs noch studierten, zeigten auf der Videospiele-Messe ECTS im Jahr 2000 eine erste Technik-Demo am Stand von Nvidia und erregten damals erstmals Aufmerksamkeit in der Spielebranche. Mehrere Jahre lang veröffentlichte das Studio dann verschiedene Demos eines Spiels mit dem Arbeitstitel X-Isle. Im Mai 2002 wurde zudem die Entwicklung einer eigenen Game-Engine, der CryEngine, bekanntgegeben.
Das erste Spiel des Unternehmens war dann der Ego-Shooter Far Cry, der aus X-Isle hervorgegangen war. Der Titel kam im März 2004 auf den Markt und wurde ein Welterfolg. Von dem Spiel wurden weltweit über 2,6 Millionen Exemplare zum Vollpreis abgesetzt. Bei Metacritic wird die Durchschnittswertung für Far Cry mit 89 % angegeben. Die eigens für Far Cry entwickelte Spiel-Engine CryEngine galt zum Zeitpunkt der Veröffentlichung als eine der technisch weltweit führenden Engines zur Spieleentwicklung und erhielt besonderes Lob für die realistische Darstellung von Außenwelten.
Danach begann Crytek mit der Entwicklung des Ego-Shooters Crysis und einem Nachfolger für die CryEngine. Im April 2006 zog Crytek von Coburg nach Frankfurt am Main, im selben Jahr wurde auch in der ukrainischen Hauptstadt Kiew ein Tochterstudio eröffnet. Am 19. Mai 2007 wurde die Eröffnung eines weiteren Studios in Budapest bekanntgegeben. In einem Interview mit Welt Online vom 21. August 2007 erklärte Mitgründer Cevat Yerli, im Falle eines Herstellungsverbots von „Killerspielen“ Deutschland verlassen zu wollen. Crysis erschien schließlich über den Publisher Electronic Arts im November 2007. Die Entwicklung basierte auf der CryEngine 2, deren Entwicklung 15 Millionen Euro kostete. Somit ist Crysis das bisher teuerste in Deutschland produzierte Computerspiel. Als Bewertungsziel hatte Cevat Yerli in mehreren Interviews die Zahl 95 % genannt. Das Ziel wurde trotz einer weit überdurchschnittlichen Wertung von 91 % nicht ganz erreicht.
Am 14. Juli 2008 übernahm Crytek den bulgarischen Entwickler Black Sea Studios, der bis Ende 2016 unter dem Label Crytek Black Sea firmierte. Crytek ist auch am asiatischen Markt interessiert und betrieb von Oktober 2008 bis Ende 2016 ein Studio in Seoul. Anfang Februar 2009 übernahm die Firma den bis dato insolventen britischen Entwickler Free Radical Design, der unter anderem durch den Ego-Shooter Haze und die TimeSplitters-Serie bekannt geworden war. 2008 erschien zudem der Titel Crysis Warhead.
Anfang 2011 wurden Crysis 2 und die CryEngine 3 veröffentlicht.
Die Zahl der Mitarbeiter stieg mittlerweile auf über 600 an, etwa 50 % davon in Deutschland. Über die Erfolgsgeschichte der Gründer berichteten auch diverse Medien außerhalb der Spieleindustrie, so erschien Crytek in der Ausgabe 12/2006 des Magazins Neon in der Liste der „100 wichtigsten jungen Deutschen“ in der Kategorie Wirtschaft.
Laut einem Interview von Cevat Yerli mit NowGamer sollte Crytek UK (Tochterstudio aus Nottingham) die Entwicklung von Homefront 2, dem Nachfolger von Homefront, übernehmen. Publisher sollte nicht Electronic Arts sein, stattdessen wollte Crytek diese Aufgabe selbst übernehmen.
Am 26. April 2012 gewann Crysis 2 den Deutschen Computerspielpreis als bestes deutsches Spiel. Begründung der Fachjury „Mit Crysis 2 haben erstmalig Entwickler aus Deutschland technologisch, qualitativ und ökonomisch weltweit Publikum und Fachwelt überzeugt und begeistert.“
Am 21. Oktober 2013 veröffentlichte Crytek den Free-to-play-Shooter Warface. Das Spiel erhielt von der Fachpresse überwiegend mittelmäßige bis negative Wertungen. Vor allem wurde bemängelt, dass sich der Shooter überwiegend an anderen Spielen orientiere und kaum über eigene Techniken verfüge.
Am 21. Februar 2013 erschien Crysis 3 für den PC, PlayStation 3 und die Xbox 360 und war der Abschluss der Crysis-Trilogie. Der Einzelspielerteil wurde von Crytek Frankfurt und der Mehrspielerteil von Crytek UK entwickelt. Crysis 3 erhielt überwiegend positive Wertungen. Positiv hervorgehoben wurden die opulente Grafik und der kinoreife Soundtrack, jedoch wurde die kurze und vorhersehbare Handlung der Kampagne bemängelt.
Auf der E3 2013 stellte Crytek im Zuge der Microsoft-Präsentation zur Xbox One das Action-Adventure Ryse: Son of Rome vor. Das Spiel fungiert als Launch- und Exklusiv-Titel für Microsofts neue Konsole. Das Spiel handelt von einem jungen römischen Soldaten zur Zeit Kaiser Neros, der durch eine politische Intrige seine ganze Familie verliert. Ryse: Son of Rome wurde von der Fachpresse mittelmäßig bewertet. Gelobt werden die bombastische Grafik und die gut erzählte Geschichte, jedoch wird das Gameplay bemängelt, das auf Dauer langweilig werde und nur für Genre-Fans geeignet sei.
Im Juni 2014 berichtete das Spielemagazin GameStar von finanziellen Problemen des Unternehmens. Unter anderem sollen Gehälter verspätet ausgezahlt worden sein, und erste Mitarbeiter hätten sich wegen einer drohenden Insolvenz bei anderen Firmen beworben. Verantwortlich dafür seien das schwache Lizenzgeschäft mit der CryEngine, Produktionsprobleme um das Spiel Ryse und die zu geringen Einnahmen aus dem Free-to-Play-Geschäft sowie aus Titeln wie Crysis. Der Bericht bezog sich auf den Zeitraum um April 2014. Die Veröffentlichung wurde aus Rücksicht auf die Mitarbeiter bis nach der Spielemesse E3 zurückgehalten. In dieser Zeit habe sich die Situation für Crytek verbessert, da sich das Unternehmen laut Avni Yerli weitere Finanzierungen sichern konnte.
Ende Juli 2014 wurde bekannt, dass Crytek die Markenrechte am Ego-Shooter Homefront mitsamt dem Entwicklerstudio in Nottingham an die Firma Koch Media verkaufte. Der bis dato bei Crytek Nottingham in Entwicklung befindliche Ableger Homefront: The Revolution wurde damit ebenfalls vollständig abgegeben und ab diesem Zeitpunkt unter der Leitung von Koch Media weiterentwickelt. Das Studio wurde in „Deep Silver Dambuster Studios“ umbenannt. Gleichzeitig gab Crytek bekannt, das Entwicklerstudio Austin zu verkleinern. Die Entwicklung des Spiels Hunt werde in die Firmenzentrale Frankfurt verlagert und die Außenstelle Austin zu einem Vertriebsbüro für die CryEngine umfunktioniert.
Ende Dezember 2016 schloss Crytek seine Studios in Budapest, Sofia, Istanbul, Seoul und Shanghai, um sich auf seine Kernkompetenzen in Frankfurt am Main und Kiew zu konzentrieren.
Ende Februar 2018 trat Cevat Yerli als Geschäftsführer zurück und ist seitdem für Crytek als Berater tätig.
Im Februar 2019 machte sich die Niederlassung in Kiew selbständig und trennte sich von Crytek, um am Spiel Warface allein weiterzuarbeiten. Gleichzeitig benannte sich das Studio in „Blackwood Games“ um.
Anfang 2025 trennte man sich von 60 der insgesamt 400 Mitarbeiter. Zudem gab man bekannt, dass die Entwicklung von Crysis 4 bereits im dritten Quartal 2024 eingestellt wurde.

### Ehemalige Standorte
- Studio Austin (Crytek USA Corp.; gegründet 2013 nach Übernahme des Kernteams von Vigil Games, 2014 Umbau zu Vertriebsbüro für CryEngine)
- Studio Budapest (Crytek Hungary Kft.; gegründet 2007, Schließung 2016[19])
- Studio Istanbul (Crytek Oyun Yazilim ve Pazarlama Limited Sirketi; gegründet 2012)
- Studio Kiew (Crytek Ukraine Ltd.; gegründet 2006, Abspaltung und Umbenennung in Blackwood Games 2019)
- Studio Nottingham (Crytek UK Ltd.; gegründet 1999 als Free Radical Design Ltd., 2009 Übernahme durch Crytek, 2014 Verkauf an Deep Silver/Koch Media)
- Studio Seoul (Crytek Ltd.; gegründet 2009, Schließung 2016[19])
- Studio Shanghai (Crytek Software Co., Ltd.; gegründet 2011, Schließung 2016[19])
- Studio Sofia (Crytek Black Sea EOOD; gegründet 2001 als Black Sea Studios, 2008 Übernahme durch Crytek, Schließung 2016,[19] Anfang 2017 übernommen von Sega und Umbenennung in Creative Assembly Sofia[20])

### Tochterfirmen
- Crytek Lizenzverwaltung (Crytek Lizenzverwaltung GmbH in Frankfurt am Main)
- GFACE (Crytek Gface GmbH in Frankfurt am Main; gegründet 2011)

Ehemalige Tochterfirmen
- Mass Virtual (gegründet 2009 als RealTime Immersive, Inc. in Orlando/Florida; verantwortlich für die Lizenzierung der CryEngine an staatliche Behörden wie die US-Armee und internationale Rüstungskonzerne wie die französische Thales-Gruppe sowie für die Unterstützung dieser u. a. bei der Entwicklung militärischer Trainingssimulationen; befindet sich mittlerweile im Besitz der Vereinigten Staaten)

## Sonstiges
Das Vereinsgelände des SV Bosporus Coburg (Kreisliga) trägt den Namen des Unternehmens. Die Spielstätte am Hinteren Floßanger 12 in Coburg trägt den Namen „Crytek-Sportanlage“.

## Kritik
Im September 2011 wurden Vorwürfe bezüglich angeblich schlechter Arbeitsbedingungen bekannt. Unter anderem sollen Personen ungerechtfertigt entlassen und Mitarbeiter in „medizinischer und persönlicher Hinsicht“ gelitten haben. Mitgründer Avni Yerli dementierte in einem Interview mit Develop Online sämtliche Anschuldigungen. Gleichzeitig räumte er jedoch ein, mit einigen ehemaligen Angestellten in gerichtlicher Auseinandersetzung zu stehen. Zudem sollen Mitarbeiter direkt aufgefordert worden sein, das Unternehmen zu verlassen.
Das US-amerikanische Entwicklerstudio und direkter Konkurrent Epic Games, Entwickler der Spiel-Engine Unreal Engine, äußerte vermehrt Kritik bezüglich Cryteks Kompetenzen im Umgang mit Spielekonsolen. Demzufolge fehle es Cryteks hauseigener CryEngine insbesondere an Effizienz, vorhandene Hardwareleistung voll auszunutzen, sodass auf mittelstarken bis schwachen Systemen keine angemessene Optik zustande komme. Cevat Yerli wies diese Vorwürfe als „übertrieben und oberflächlich“ zurück. Er betonte, dass die jüngsten Optimierungen der Engine vornehmlich darauf abzielten, mehr Grafikleistung bei festgesetzter Hardware zu liefern.

## Spiele
Nachfolgend eine Liste aller von Crytek veröffentlichten Spiele:
- 2004: Far Cry (Windows); alle Konsolenumsetzungen und Nachfolger sind interne Ubisoft-Entwicklungen
- 2007: Crysis (Windows), 2011 für PlayStation 3 und Xbox 360
- 2008: Crysis Warhead (Windows); Spin-off zu Crysis; entwickelt vom Tochterstudio in Budapest
- 2011: Crysis 2 (Windows, PlayStation 3, Xbox 360); Mehrspielermodi entwickelt vom Tochterstudio in Nottingham
- 2012: Fibble: Flick ‘n’ Roll (iOS, Android); entwickelt vom Tochterstudio in Budapest
- 2013: Crysis 3 (Windows, PlayStation 3, Xbox 360); Mehrspielermodi entwickelt vom Tochterstudio in Nottingham
- 2013: Warface (Windows), 2014 für Xbox 360; entwickelt vom Tochterstudio in Kiew mit Unterstützung der Tochterstudios in Istanbul, Shanghai, Seoul und Sofia
- 2013: Ryse: Son of Rome (Xbox One), 2014 für Windows; entwickelt mit Unterstützung der Tochterstudios in Austin, Budapest und Sofia
- 2014: The Collectables (iOS, Android); entwickelt vom Tochterstudio in Budapest
- 2016: The Climb (Windows mit Oculus Rift)
- 2016: Robinson: The Journey (PlayStation 4 mit PlayStation VR)
- 2019: Hunt: Showdown
- 2021: The Climb 2 (Oculus Quest, Oculus Quest 2)

### Unveröffentlichte Spiele
- Engalus (Prototyp für einen Science-Fiction-Egoshooter aus den Anfangsjahren von Crytek)
- Homefront: The Revolution (Entwicklerstudio in Nottingham und Markenrechte an Koch Media verkauft)
- Redemption (Survival-Spiel für Konsolen; hätte über EA in den Handel kommen sollen)
- Ryse 2 (Arbeitstitel) (nach Unstimmigkeiten mit Publishing-Partner Microsoft eingestellt)[26]
- Silent Space (Prototyp für ein Weltraumspiel aus den Anfangsjahren von Crytek; auch unter dem Arbeitstitel Space Force geführt)
- X-Isle (Prototyp für einen Egoshooter mit Dinosauriern aus den Anfangsjahren von Crytek; wurde dann zu Far Cry umkonzeptioniert)
- Warface (2019 Trennung von Crytek Kiew, Entwicklung an Blackwood Games und Vertrieb an My.com abgegeben)